# Geologi
Geologi er en geovidenskab, der som emne har den faste jordklode med dens bjergarter og jordarter og disses sammensætning, dannelse og omdannelse gennem tiden. Geologi beskæftiger sig med jordklodens materialer (fx granit, marmor, basalt, sandsten eller moræne), med de processer som danner materialerne (her tilsvarende: krystallisation ved størkning af magma, metamorfose af kalksten, vulkanudbrud, aflejring i havet, aflejring fra en gletsjer) og med de lange tidsrum, gennem hvilke processerne virker. Indenfor geologien studeres også solsystemets klippeplaneter og måner, fx Mars og Månen. Den geologiske videnskab overlapper de andre geovidenskaber, fx hydrologi, geofysik og meteorologi, samt biologi, gennem underdisciplinen palæontologi, studiet af fortidens dyr og planter.
I deres videnskabelige arbejde benytter geologer sig af en række forskellige metoder og faglige angrebsvinkler, som ofte tager udgangspunkt i underdisciplinerne
- petrologi, dvs. materialernes sammensætning (fx kornstørrelsesfordeling eller kemisk opbygning),
- strukturgeologi, dvs. den overordnede opbygning (fx lagdeling, laghældning, foldning eller forkastning, fx som følge af jordskælv) eller
- geomorfologi, dvs. den form, som materialerne fremtræder med i landskabet (fx klitter og klinter dannet for nylig, dødislandskaber eller hedesletter dannet under istiderne, og på en større både geografisk og tidsmæssig skala fx dannelse af bjergkæder og pladetektonik).

Almindelige geologiske arbejdsmetoder er fx kortlægning i felten, udførelse af boringer med prøvebeskrivelse samt mekaniske og kemiske analyser, geofysiske målinger (fx seismik eller borehulslogging) og numerisk modellering. Det grundvidenskabelige arbejde har ofte enten til formål at opnå en bedre forståelse af de geologiske processer eller nå frem til en mere detaljeret forståelse af den historiske geologi og Jordens historie, fx aktuelt forståelsen af samspillet mellem atmosfærens indhold af kuldioxid samt Jordens klima, temperatur og havniveau. Til undersøgelse af Jordens historie redegøres for rækkefølgen og alderen af de forskellige geologiske dannelser. Her spiller metoder til datering en vigtig rolle, enten relativt vha. fossiler eller årringe eller absolut vha. radioaktivt henfald eller luminescens.
Langt de fleste landes universiteter har geologiske forskningsinstitutter, og de fleste lande har desuden nationale geologiske undersøgelser, som typisk tager sig af kortlægning af råstoffer, geotermiske reservoirer, grundvand, sårbar natur og følger af klimaforandringer.

## Etymologi
Ordet "geologi" kommer af geo- (fra græsk ge = "jord") og -logi (fra græsk -logia = "lære, samling"), og betyder "læren om jorden".

## Jordens opbygning
I stil med andre klippeplaneter fremviser Jordens indre en lagdelt opbygning, idet der inderst er en kerne, dernæst en kappe og yderst en skorpe, se figur. Skorpen er ganske tynd i forhold til hele kloden, omtrent som skrællen på et æble i forhold til hele æblet.
Jordens kerne består mest af metallerne jern og nikkel, som i den indre kerne er på fast form og i den ydre kerne er flydende. Denne kolossale mængde jern bidrager væsentligt til Jordens tyngdekraft og magnetfelt. Kappen og skorpen er begge domineret af silikater, mineraler som indeholder silicium. Kappen består mest af tunge jern- og magnesiumrige silikater, mens der i skorpen findes en højere andel af lettere silikatmineraler rige på aluminium, natrium, kalium og calcium. Kappen er delt i en nedre og en øvre del, hvor den øvre del igen er delt i en fast øverste del, lithosfæren, og en flydende nedre del, asthenosfæren. Grænsen mellem disse to dele af kappen er ikke karakteriseret ved noget skift i materialets sammensætning, kun ved om materialet er fast eller flydende. I modsætning hertil sker der på grænsen mellem skorpen og kappen, den såkaldte Moho-diskontinuitet, et skift i materialets sammensætning, idet kappen består af tungere mineraler end skorpen og dermed har større densitet end skorpen. Skorpen flyder så at sige på kappen, som isbjerge på havet. Og som med isbjerge er det pga. isostasi sådan med jordens landoverflade, at jo højere den rager op over havet, i bjergområder og på højsletter, jo dybere fortsætter skorpen her ned i kappen og jo tykkere er lithosfæren, mens skorpen under oceanerne er ganske tynd, helt ned til 3 km (se figur).

### Pladetektonik
Jordens skorpe er opdelt i et antal plader, dels tykke kontinentalplader og dels tynde oceanbundsplader. Som oprindeligt foreslået af Alfred Wegener forskyder disse plader sig i forhold til hinanden, typisk med nogle få cm om året, fordi der i den underliggende kappe foregår en strømning af materiale i et tilsvarende antal kæmpestore konvektionsceller, en strømning som øverst oppe i asthenosfæren griber fat i lithosfærens underside og fører skorpepladen sidelæns med sig. Pladernes grænser er præget af voldsomme geologiske processer, såsom vulkanisme og jordskælv, langs alle tre typer af pladegrænser, nemlig :53 
- konstruktive pladegrænser, typisk langs midtoceaniske rygge, hvor pladerne glider fra hinanden og der i den opståede åbning trænger magma frem fra kappen og danner ny oceanbund,[13][14] typisk i form af basalt, foruden at der forekommer jordskælv og egentlige vulkanudbrud, som fx i Island eller på Galapagos-øerne,
- destruktive pladegrænser, hvor en oceanbundsplade støder sammen med en tykkere og lettere kontinentalplade, hvorved oceanbundspladen ledsaget af jordskælv skubbes ned under kontinentalpladen i en hældende subduktionszone, hvor den gradvist smelter og omdannes til opstigende magmalegemer, som fører til vulkanisme, som fx i Japan og langs Sydamerikas vestkyst,
- transforme pladegrænser, hvor to plader flyttes sidelæns i forhold til hinanden, typisk ledsaget af jordskælv, som fx langs San Andreas-forkastningen i Californien.

Bjergkæder dannes typisk, hvis to kontinentalplader støder sammen, så at materialerne i kollisionszonen pga. pladsmangel skubbes i vejret. Himalaya er således dannet ved sammenstødet mellem den indiske og eurasiske plade, mens Alperne er dannet, fordi den afrikanske plade er stødt sammen med den eurasiske. Men bjergkæder dannes også ved subduktionszoner, fx er Andesbjergene dannet i forbindelse med, at Nazca-pladen føres ned under den sydamerikanske plade.
På denne måde vokser kontinentalpladerne sig efterhånden større, på bekostning af oceanbundspladerne. Den ældste oceanbund er således omkring 200 mio. år gammel, mens mange kontinenter har en kerne, der er over 3 mia. år gammel.:53 

## Materialer
Geologiske undersøgelser vil ofte tage udgangspunkt i de geologiske materialer, hvad enten det er hårde sten og klipper, kaldet bjergarter, eller blødere og løsere lag af fx ler, sand, kalk eller organiske materialer som tørv eller gytje, under ét kaldet jordarter. Både bjergarter og jordarter er opbygget af korn bestående af mineraler, hvori forskellige grundstoffers atomer er arrangeret yderst regelmæssigt i et krystalgitter. Bjergarter og jordarter kan derfor opfattes som blandinger af forskellige typer mineralkorn i forskellige mængdeforhold, og sammensætningen af bjergarter og jordarter kan følgelig variere meget mere end sammensætningen af mineraler.:53–58 

### Mineraler
Mineralerne kan betragtes som de mindste geologiske byggesten. I et bestemt mineral er et bestemt udvalg af grundstoffer til stede i et bestemt mængdeforhold, i kvarts, med formlen SiO2, således silicium og ilt i mængdeforholdet Si:O = 1:2. Den meget regelmæssige opbygning af atomer i et mineral gør, at et bestemt mineral danner krystaller af en bestemt geometrisk form, som fx kan være kubisk, trigonal eller hexagonal, altså hhv. terningformet, trekantet eller sekskantet.:56–68 
| Mineral        | Formel                                    | O:(Si+Al) | Fe:(Si+Al) | Hyppighed (%) |
| -------------- | ----------------------------------------- | --------- | ---------- | ------------- |
| olivin         | (Fe,Mg)2SiO4                              | 4         | < 2        | < 3           |
| pyroxen        | (Fe,Mg,Ca)SiO3                            | 3         | < 1        | 11            |
| amfibol        | (Ca,Mg,Fe,Al)7Si8-6Al0-2O22(OH)2          | 2,75      | < 0,88     | 5             |
| glimmer        | (K,Na,Ca)2(Mg,Fe,Al)4-6(Si,Al)8O20(OH,F)4 | 2,5       | < 0,75     | 5             |
| plagioklas     | NaAlSi3O8 til CaAl2Si2O8                  | 2         | 0          | 39            |
| alkalifeldspat | KAlSi3O8 til NaAlSi3O8                    | 2         | 0          | 12            |
| kvarts         | SiO2                                      | 2         | 0          | 12            |

Et bestemt mineral er kendetegnet ved en række fysiske egenskaber, som kan afprøves på forskellig vis:
- Glans: hvor meget lys reflekteres fra mineralets overflade; man skelner også mellem ikke-metallisk og metallisk glans
- Farve: kan veksle fra glasklar til ugennemsigtig (opak), i alle mulige farver; mineralske urenheder kan ændre farven
- Stregfarve: den farve som fås når mineralet stryges mod en ru porcelænsplade
- Hårdhed: mineralets modstandsdygtighed mod at blive ridset; måles i Mohs' hårdhedsskala
- Spaltelighed: hvor let mineralet kan kløves langs sine spalteflader, og hvor mange forskellige retninger det kan kløves i, og hvorledes disse flader fremtræder
- Massefylde: hvor tungt er mineralet, målt i g/cm3
- Brus: visse mineralers overflade bruser, når man hælder saltsyre på, fx calcit
- Magnetisme: magnetiske mineraler kan testes med en magnet
- Smag: visse mineraler har smag, hvis man putter dem på tungen, fx stensalt
- Lugt: visse mineraler har en karakteristisk lugt.

#### Tyndslib
Desuden kan de fleste mineraler identificeres ud fra deres optiske egenskaber vha. gennemfaldende lys. Dette undersøges typisk ved brug af tyndslib, hvor udsavede bjergartsstykker slibes ned til en tykkelse på typisk 30 mikrometer, hvorved mineralkornene bliver gennemsigtige. Tyndslibet lægges i et mikroskop og belyses nedefra med polariseret lys. Vha. endnu et polfilter placeret over tyndslibet og vinkelret på det nedre polfilter kan mineralerne nu identificeres bl.a. ud fra deres dobbeltbrydning.:58–60 

### Bjergarter og jordarter
I bjergarter kan mineralkorn være sammensat på et væld af forskellige måder, og bjergarter navngives og klassificeres især efter kornenes kemiske og mineralogiske sammensætning, tekstur og størrelse, egenskaber som også afspejler bjergartens dannelse. Der er oftest gradvise overgange i disse egenskaber fra et bjergartsnavn til det tilstødende, og et bjergartsnavn dækker derfor ikke over en ganske bestemt sammensætning, men over et spænd af forskellige sammensætninger. Alle bjergarter kan inddeles i tre overordnede grupper:

#### Magmatiske bjergarter
Magmatiske bjergarter dannes når varm opsmeltet stenmasse, magma, stiger opad og størkner, enten på stor dybde i jordens skorpe (plutoniske bjergarter) eller ved jordoverfladen (vulkanske bjergarter). Magmatiske bjergarter er de mest udbredte, idet omkring 65% af Jordens skorpe består af disse bjergarter. Heraf er 66% basalt og gabbro, 16% er granit og 17% er granodiorit og diorit. Kun 0.6% er syenit. Oceanbundsplader består af 99% basalt, mens kontinentalplader er rige på granit og lignende kvartsrige bjergarter.

#### Metamorfe bjergarter
Når bjergarter føres dybt ned i jordens skorpe, fx i subduktionszoner, omdannes de ved højt tryk og temperatur til metamorfe bjergarter. Disse viser ofte en stribet struktur i stil med lagdeling, men her kaldet foliation. Det er dog for det meste mineralsammensætningen, som afgør bjergartsnavnet. Skifre er folierede bjergarter præget af glimmermineraler såsom biotit. Gnejser er også folierede, med vekslende lyse og mørke bånd og ofte granitisk sammensætning. Myloniter er dannet ved nedknusning af udgangsbjergarter. Eksempler på metamorfe bjergarter uden foliation er marmor (dannet fra kalksten), fedtsten, serpentin, kvartsit (dannet fra sandsten) og hornfels.

#### Sedimentære bjergarter
Sedimentære bjergarter, som også omfatter de blødere jordarter, er dannet ved aflejring på jordens overflade eller havbunden af sedimentpartikler. Sedimentære bjergarter er meget ofte lagdelte og indeholder gerne fossiler. Lersten, lerskifer og siltsten udgør tilsammen 65% af alle sedimentære bjergarter, fulgt af sandsten med 20-25% og kalksten med 10-15%. Omkring 8% af jordskorpen består af sedimentære bjergarter.
Sammenhængen mellem de forskellige overordnede grupper fremgår af diagrammet til højre. Det ses hvordan de forskellige typer bjergarter kan omdannes til hinanden ved forskellige processer, og hvordan disse processer bevirker, at materialerne gennem tid vil kunne gennemløbe en geologisk cyklus, fx på denne måde: en magmatisk bjergart, fx granit, løftes i vejret ved en bjergkædefoldning; ved forvitring og erosion nedbrydes bjergarten til sedimentpartikler; disse partikler aflejres som sedimentære bjergarter, fx sand og ler; disse dækkes med yngre sedimenter og begraves efterhånden så dybt, at de pga. højt tryk og temperatur omdannes til metamorfe bjergarter, fx glimmerskifer eller amfibolit; når disse bjergarter føres endnu dybere ned i skorpen, vil de til sidst begynde at smelte op og omdannes til magma; senere kan dette magma igen stige til vejrs og begynde at udkrystallisere som en magmatisk bjergart. Hermed er ringen sluttet.:38 

## Processer
Siden Jorden blev dannet for næsten fem mia. år siden, da en roterende sky af kosmisk støv fortættedes til en kugle af fast stof, er dette stof gennem hele den efterfølgende tid konstant blevet udsat for forandringsprocesser, af to forskellige drivkræfter eller energier. Dels en indre, eller endogen, nemlig radioaktiv stråling i Jordens indre, en stråling hvis varme smelter sten, fremkalder vulkanisme, flytter kontinentalplader rundt og presser bjergkæder i vejret. Dels en ydre, eller exogen, nemlig Solens stråling, som skaber strømning i atmosfæren og verdenshavene og frembringer nedbør, som står bag nedbrydning af bjergene og transport og aflejring af det herved fremkomne sediment.:2 

### Stof og energi
Den stabile jordklode

Forestil dig en fuldstændig udglattet jordklode: der er ingen kontinenter og oceaner, ingen bjerge og dale, men et verdenshav med samme vanddybde dækker hele kloden; jordskorpen er ensartet opbygget, og densiteten vokser jævnt med dybden til jordens centrum; der tilføres ingen energi til jordoverfladen fra hverken solen eller jordens indre. 
Ville der kunne foregå geologiske processer på en sådan jordklode? 
Nej, for alt stof er i sin mest stabile tilstand, og der tilføres ingen ny energi, som kan sætte gang i nogen proces.:15 
I alle de processer, som fører til dannelse af jordklodens forskellige bjergarter, indgår altid overførsel af forskellige former for energi eller varme, og man skelner her mellem endoterme processer, der forbruger varme, og exoterme processer, der frigiver varme. Geologiske processer kan derfor anskues fra en termodynamisk vinkel, idet processerne altid medfører, at bjergarternes bestanddele føres fra en mere ustabil til en mere stabil tilstand, med lavere energi end udgangstilstanden. Stof kan befinde sig i enten ustabil, metastabil eller stabil tilstand, se figuren. I den ustabile tilstand vil stoffet næsten spontant reagere med omgivelserne og gennem en geologisk proces antage en ny stabil form. I den metastabile tilstand skal dog først ske en energitilførsel, så tærsklen overvindes. På denne måde søger stof hen mod en tilstandsform med størst mulig stabilitet og lavest mulig energi. Dette udtrykkes inden for termodynamikken vha Gibbs fri energi, som er et mål for, hvor villigt en bestemt proces forløber, og som kan opfattes som termodynamisk potentiel energi.:13 
Inden for et givet geologisk rum eller system er det altid temparatur, tryk og stofsammensætning (også benævnt T, P og X) som afgør, hvordan disse forandringsprocesser forløber og hvad deres slutprodukter bliver. Følgelig vil en petrolog ud fra studier af bjergarternes kemiske og mineralogiske sammensætning kunne udtale sig om tryk- og temperaturforholdene på dannelsestidspunktet. Hvis forholdene for et bjergartssystem har ændret sig gennem tiden, fordi tryk, temperatur eller stofsammensætning ændrede sig, vil petrologen ligeledes kunne udtale sig om, hvordan og hvornår i den geologiske historie dette er foregået.:1 
Energien som driver processerne er enten styret af tyngdekraften, som kinetisk eller potentiel energi, eller styret af varmetilførsel, enten i form af stråling fra solen eller fra jordens indre, eller som friktionsvarme fra solens og månens tidevandspåvirkning af jordkloden, se tabellen.
| Energikilde           | Effekt (TW) |
| --------------------- | ----------- |
| Solstråling           | 173.000:5   |
| Jordvarme             | 47          |
| Tidevandskræfter      | 10:5        |
| Menneskelig aktivitet | 18          |

Varme kan flyttes på tre måder::7 
- ved konduktion overføres varmen vha en temperaturforskel, som fx når en stegepande varmes op af en kogeplade
- ved konvektion bevæges varmere stof mod områder med koldere stof, som fx når vand i en gryde på komfuret begynder at cirkulere
- ved stråling afgiver legemer elektromagnetisk energi, som fx når radioaktivt kalium, uran eller thorium henfalder i jordens indre.

Det er den konstante vekselvirkning mellem jordens varmeenergi og tyngdekraft der som omtalt nedenfor driver de indre processer plutonisme, vulkanisme og metamorfose, foruden de pladetektoniske processer.:6 

### Indre processer
Det er radioaktivt henfald af kalium, uran og thorium, som frembringer den endogene energi. Energien varmer kappens materiale op, så det bringes til at cirkulere i store konvektionsceller, hvor det nogle steder stiger til vejrs og andre steder synker ned.[kilde mangler]

#### Plutonisme
Opstigende smelte, eller magma, vil kunne dels presse, dels smelte sig vej frem mod jordens overflade, hvor det kan komme til syne i form af vulkaner. Det meste af den opstigende magma forbliver dog under overfladen, hvor det kan intrudere, dvs presse sig ind i og opsprække overliggende faste lag og danne sværme af mere eller mindre stejle intrusive gange, eller trænge ind langs vandrette sprækker, løfte lagene op og udfylde hulrummet med magma. Når tilstrømningen af magma standser, begynder magmaet langsom at størkne, og bliver herved til en plutonisk bjergart.:328–331 
De første mineraler som udkrystalliserer fra smelten er dem med højest smeltepunkt, typisk olivin. I takt med den faldende temperatur begynder nu også pyroxen, og dernæst plagioklas, alkalifeldspat og til sidst kvarts at udkrystallisere. Mens denne bjergartsdannelse står på, vil smelten gradvist komme til at indeholde en større og større andel af mineralkorn, på bekostning af den flydende smelte, som til gengæld skifter kemisk sammensætning, i takt med at mineralkornene dannes og ganske langsomt synker til bunds i det magmafyldte kammer. Den tilbageværende restsmelte vil have en helt anderledes kemisk sammensætning end det oprindelige magma,:152  og vil ofte være beriget på sjældne grundstoffer, som er svære at indplacere i de almindelige mineraler. Derfor er plutoniske bjergarter dannet fra restsmelter ofte interessante med henblik på indvinding af malme, fx ædelmetaller eller sjældne jordarter. Kryolitforekomsten ved Ivittuut i Sydgrønland er et eksempel på en restsmelte rig på fluor.:205–206 

#### Vulkanisme
Når et opstigende magma baner sig vej helt op til Jordens overflade, kastes magmaet under frigivelse af gasser, og nu kaldet lava, ud på jordoverfladen eller havbunden, og der dannes en vulkan. Et vulkanudbruds forløb og vulkanens form styres i høj grad af lavaens temperatur og kemiske sammensætning. Jo varmere lavaen er, jo mere tyndtflydende er den, men også indholdet af silicium har stor betydning, idet silicium-fattig lava, også kaldet basaltisk lava, er mere tyndtflydende end silicium-rig eller rhyolitisk lava. Jo mere tyktflydende lavaen er, jo sværere er det for gasserne at undvige, og drevet af det høje tryk fra gasserne eksploderer denne type lava derfor nærmest ud af vulkanen, i form af en blanding af finkornet aske og større pimpsten og vulkanske bomber. Derimod vil gasserne nemmere kunne undvige den tyndtflydende basaltiske lava, som derfor strømmer ganske roligt ud på jordoverfladen, som det ses i vulkanerne på Hawaii og til dels også Etna på Sicilien. Tyktflydende rhyolitisk lava giver ofte vulkaner med den velkendte kegleform, som fx Fuji i Japan, mens den tyndtflydende lava ofte blot vil løbe ud på overfladen og danne lavamarker eller plateaubasalter.:365 
Den gas som frigives under vulkanudbrud består mest af vanddamp, foruden mindre mængder kuldioxid og svovldioxid, og ligesom med aske og lava kan det være store mængder gas der frigives. Under et udbrud i 1940-erne frigav den mexikanske vulkan Parícutin således på en enkelt dag 18.000 tons vand. Det er dette vand, som kommer fra Jordens indre og gennem hele Jordens historie er kastet ud ved utallige vulkanudbrud, som i dag udgør vandet i verdenshavene, i floderne, i søerne og i atmosfæren.:374 

#### Metamorfose
Når en bjergart udsættes for stigende tryk og temperatur, fx i en oceanbundsplade som skubbes ned under en kontinentalplade, vil bjergarten på tilstrækkelig stor dybde blive så varm at den smelter og omdannes til flydende magma. Men længe inden da vil stigende tryk og temperatur også fremkalde ændringer i bjergarten, ændringer som foregår mens stoffet stadig er i fast form. Denne metamorfose (græsk: formændring) foregår typisk i temperaturintervallet 200 °C til 850 °C.
Når, jf foregående afsnit, et varmt magma intruderer overliggende faste og koldere bjergarter, får den lavere temperatur i de nye omgivelser magmaet til at danne krystaller, hvorved der afgives varme. Magmaet følger Le Chateliers princip: det modvirker den lavere temperatur ved at varme omgivelserne op. Omvendt vil oceanbundsbasalt på vej ned i en varmere og varmere subduktionszone søge at modvirke temperaturstigningen ved at omdanne sig til nye mineraler og krystalformer, under optagelse af varme, og således også følge Le Chateliers princip.:11  Ved de fleste metamorfe processer optages der varme i materialerne, i modsætning til de plutoniske processer, som normalt afgiver varme til omgivelserne. Man snakker om at metamorfe processer er endoterme, mens plutoniske processer er exoterme.:344 
En basaltbænk fra et vulkanudbrud består typisk af forholdsvis store olivin- og pyroxenkrystaller i en finkornet matrix af plagioklas. De store krystaller er dannet langsomt på magmaets vej op mod overfladen, mens den finkornede matrix er dannet på kort tid, fordi magmaet efter vulkanudbruddet afkøles meget hurtigt på landoverfladen og størkner. Bringes en sådan basaltbænk nu ned mod højere tryk og temperatur, vil den finkornede matrix på et tidspunkt blive kemisk og termodynamisk ustabil. De små krystaller dannet ved lavt tryk og temperatur ved overfladen bliver nu gradvist og i fast form omdannet til nye mineraler eller nye, større krystaller, som er mere stabile under de nye forhold med højt tryk og temperatur.:35 
Forskellige typer af ændringer i temperatur, tryk og stofsammensætning fører til forskellige former for metamorfose: :349-350 
- regional-metamorfose finder typisk sted under bjergkædedannelse, når tektoniske plader kolliderer og presser materiale dybere ned i skorpen, så at både temperatur og tryk stiger, mens materialet udsættes for omfattende forskydningsspændinger og deformationer; producerer fx glimmerskifer og gnejs, som begge fremstår som lagdelte eller stribede,
- kontakt-metamorfose finder sted når intruderende magma opvarmer de tilgrænsende bjergarter, så her er det kun temperaturen der stiger, ikke trykket; producerer fx den finkornede og meget hårde hornfels,
- hydrotermal metamorfose finder sted, når der i forbindelse med magmaintrusion presses væske, grundvand eller havvand, ind i de tilstødende bjergarter, og her er det især stofsammensætningen som ændres; store væskemængder kan gennemstrømme sådanne bjergarter, og hvis væsken indeholder sjældne stoffer, kan der dannes malmbjergarter, fx guldmalm, [8]:52
- chok-metamorfose finder sted hvor meteoriter rammer Jorden, og her er det eksplosivt stigende tryk og temperatur, som styrer processerne; producerer stærkt opsprækkede og nogle gange delvist opsmeltede bjergarter, hvor almindelig kvarts kan være omdannet til højtryksvarianter, eller polymorfer, af kvarts, fx coesit og stishovit.

### Ydre processer
Det er lyset og strålingen fra Solen, der tilfører den exogene energi, der driver de ydre processer. Disse finder sted ved jordens overflade, hvor den faste jords bjergarter og jordarter mødes med den gasformige atmosfære, samt med hydrosfæren og biosfæren, hvis fysiske og kemiske egenskaber adskiller sig radikalt fra forholdene under jordoverfladen.
De ydre processer kan opfattes som en rækkefølge af processer, der ved jordens overflade tager fat i bjergarter dannet i jordens indre og omdanner dem til nye bjergarter. Rækkefølgen af ydre processer vil typisk være således::85-324 
- forvitring nedbryder en bjergart i mindre bestanddele, også kaldet sediment,
- erosion fjerner de nedbrudte bestanddele, sedimentet, og frembringer herved nye landskaber,
- transport fører sedimentet afsted, enten med vand, vind eller is,
- aflejring placerer bestanddelene et nyt sted og danner herved en ny bjergart, en sedimentaflejring,
- diagenese tilpasser aflejringens egenskaber til et nyt fysisk og kemisk miljø, i takt med at aflejringen bliver dækket med nye, yngre aflejringer.

#### Vandets kredsløb
Tilstedeværelsen af vand er en forudsætning for langt de fleste af de ydre processer. Som omtalt nedenfor er det vandige opløsninger af syrer og ioner, som muliggør kemisk forvitring; det er frossent vand i jorden der muliggør frostsprængninger i fysisk forvitring; det er oftest ved hjælp af vand eller is, at sediment eroderes, transporteres og aflejres; og selv diagenese dybt under jordoverfladen kræver tilstedeværelse af vand.:137 
Vandet ved jordens overflade udgør den såkaldte hydrosfære, som både omfatter gasformig vanddamp i atmosfæren, flydende vand i oceaner, floder og søer, grundvand i jordens indre og is i iskapper, gletsjere og permafrost. Hydrosfæren omfatter i alt 1,386 mia km3 vand, hvoraf 97,5% er saltvand og 2,5% er ferskvand. Det er solens energi, der konstant får vand til at flytte sig fra en tilstand, et vandreservoir til en anden tilstand, et andet reservoir, se figur. Der finder faktisk også en udveksling af vand sted med jordens indre. En hel del vand føres ned i jordens indre i pladetektoniske subduktionszoner,[kilde mangler] mens omvendt store mængder vanddamp føres ud i atmosfæren under vulkanudbrud. Faktisk er alt vand i hydrosfæren oprindeligt kommet ud gennem vulkaner.:156-157 

#### Forvitring
Sammenlignet med forholdene i jordens indre udviser atmosfæren som følge af solstråling og jordens både daglige og årlige rotation kraftige og pludselige temperatursvingninger; samtidig indeholder atmosfæren både vand, ilt og kuldioxid. I forening skaber dette et både fysisk og kemisk agressivt miljø for bjergarterne, som ved jordoverfladen udsættes for både fysisk og kemisk forvitring. Nede i dybet hvor bjergarterne blev dannet, var de i fysisk og kemisk ligevægt med deres omgivelser, men det er ikke længere tilfældet, når de ved jordoverfladen kommer i kontakt med atmosfæren. I kombination med den trykaflastning, bjergarterne oplever ved at blive ført op til jordoverfladen, vil temperatursvingninger nemt føre til dannelse af små hårfine sprækker (engelsk: joints). I koldt klima vil der i disse sprækker kunne forekomme frostsprængning af bjergarten, som derved sønderdeles.:16 
Pga indhold af kuldioxid er regnvand altid let surt, og i områder med vegetation vil nedbrydning af plantemateriale også frigive kuldioxid. Sammen med vand danner kuldioxid kulsyre, som vil kunne angribe mineralkornenes overflader og vha hydrolyse fx omdanne feldspat til lermineraler. Hvor hydrolyse af feldspat er en forholdsvis langsom proces, er kulsyres nedbrydning af calcit i kalkbjergarter noget som går langt hurtigere, og noget som kan føre til dannelse af underjordiske hulrum, som det ses i drypstenshuler og karstlandskaber. Jernholdige mineraler som fx olivin, pyroxen eller biotit vil ved kemisk forvitring reagere med luftens ilt, eller oxidere, og danne jernoxider eller -hydroxider, også kendt som okker eller rust, og med en karakteristisk gulbrun eller rødbrun farve. Forskellige mineraler reagerer forskelligt på forvitringsprocesserne: kvarts er meget modstandsdygtigt over for såvel fysisk som kemisk forvitring, mens fx olivin og pyroxen nedbrydes relativt nemt. Generelt gælder, at mineraler med højt smeltepunkt forvitrer nemmere end mineraler med lavt smeltepunkt.:17 
Fysisk forvitring sønderdeler bjergarter, så deres overflade bliver større og nemmere tilgængelig for den kemiske forvitring, som omdanner oprindelige mineraler til nye eller til opløste ioner. Ved en fuldstændig forvitring er udgangsbjergarten fuldstændig omdannet til forvitringsprodukter, som fx for granits vedkommende er kvartskorn, lermineralkorn og opløste ioner.:21 

#### Jordbund
Afhængig af klimaforhold og bjergarternes sammensætning vil fysisk og kemisk forvitring omdanne bjergarterne i jordoverfladen ned til en vis dybde, som i Danmark typisk er 1-2 m, men i troperne, hvor den kemiske forvitring er meget mere aggressiv, typisk når helt ned til 10 m dybde. Den fysiske sønderdeling gør overfladelagene porøse og i stand til at optage vand, og her vil planter begynde at gro. Når de dør og nedbrydes, frigives der kuldioxid, som forstærker den kemiske forvitring og fører til opbygning af et næringsrigt muldlag, så at vegetation vil brede sig og sende rødder ned gennem den friske bjergart længere nede. Herved forstærkes forvitringen yderligere. Den øgede vandgennemstrømning vil vaske partikler ud af de øvre lag og længere ned, hvor de ophobes. På denne måde udvikles der en lagdeling af de øverste lag under jordoverfladen, det såkaldte jordbundsprofil, hvis sammensætning især afhænger af klimaet, udgangsbjergarten og det tidsrum jordbundsdannelsen har stået på. I det tempererede danske klima med udbredte moræne- og smeltevandsaflejringer er især to typer jordbund fremherskende, nemlig luvisol eller brunjordsprofilet udviklet på moræneaflejringer og podsol eller askejordsprofilet udviklet på sandaflejringer, specielt dem i SV-Jylland, som ikke var isdækkede under sidste istid.:17-20 

#### Erosion og landskab
Erosion betyder afgnavning på latin. Erosionsprocesser er i høj grad et resultat af tyngdekraften. Regnvand vasker ned over skråninger og skyller sediment ud i floder. Floder gnaver i deres underlag eller i bredderne og fører sediment bort. Bredderne kan blive undermineret af erosion, så hele skråninger skrider nedad. Bølger æder sig ind i en kystklint, og tidevandsstrømme spuler dybe render i havbunden. En gletsjer sliber sig ganske langsomt, men med stor kraft ned i sit underlag. Et jordskælv kan gøre, at slappe, men stabile aflejringer pludselig bliver flydende og løber bort som en mudderstrøm. Grundvandsstrømme og floder fører store mængder af opløste salte ud mod havet.:42 
Man skelner mellem tre overordnede former for erosion: :42-48 
- ved partikel-erosion flyttes sedimentpartiklerne enkeltvis, enten af vand, vind eller is,
- ved masse-erosion flyttes et sammenhængende legeme af jord eller klippe, som det fx sker ved jord- eller stenskred,
- ved kemisk erosion opløses en bjergart, typisk kalksten, og der kan dannes hulrum og jordfaldshuller.

Partikel-erosion er normalt en udramatisk proces, når fx regndråber opslemmer finkornede sedimentkorn i sig, eller når regnvand ned ad skråninger samler sig til strømme, som river større sedimentkorn med sig. Det strømmende vand kan efterhånden skære V-formede dale ud i landskabet, og kraftig erosion af denne slags kan omforme et oprindeligt jævnt skrånende landskab til såkaldte badlands helt gennemskåret af V-dale. Hvis der ikke er nogen vegetation, vil vinden kunne løfte finkornede partikler og blæse dem sammen i klitter, som det ses langs kyster eller i ørkener. Støvstorme er i stand til at fjerne store mængder ler og silt og føre det flere hundrede km bort. Det anslås, at støvstorme hvert år fjerner op mod 200 mio. tons sediment fra Sahara. Under sådanne storme kan støvskyerne ses fra rummet, og luften kan indeholde op til 1.000 tons støv pr km3.:43-45 
Masse-erosion kan enten ske som en katastrofal, pludselig begivenhed, som når en bjergside i kraftigt regnvejr bliver ustabil og skrider ned i dalen nedenfor, ofte med ødelæggelser til følge. Eller der kan være tale om en mere umærkelig proces, ofte fremkaldt af skift mellem frost og tø, hvor jorden på en skråning vil hæve sig lidt i frostvejr, for så at sætte sig igen, når det bliver tø, men med en lille forskydning ned ad bakke. Denne krybning kan over en årrække flytte meget store sedimentmængder ned ad en skråning. På skovbevoksede skrænter med krybning vil træernes stammer forneden krumme ind i skrænten, fordi krybningen hele tiden vipper træet lidt væk fra skrænten, hvilket træet kompenserer for ved at rette sig op.:47 
Kemisk erosion forbindes mest med karstlandskaber og drypstenhuler, dannet ved at surt regnvand i kalkstensrige egne siver ned gennem sprækker i kalkstenen, opløser denne og danner underjordiske hulrum. Processen foregår kun i kalksten over grundvandsspejlet, og selvom Danmark er rig på kalksten, findes her stort set ingen karst, fordi langt det meste danske kalksten ligger under grundvandsspejlet. Kalkopløsning har dog ført til dannelse af jordfaldshuller, både på Stevns og Møn.:48 

#### Transport og aflejring
Transport og aflejring er nært forbundne processer, fordi al transport før eller siden uundgåeligt vil efterfølges af aflejring. En aflejrings udseende, egenskaber og beskaffenhed styres af aflejringsmiljøet, dvs. de fysiske, kemiske og biologiske forhold på stedet, herunder fx landskabets udformning, klimaet og sedimentets beskaffenhed.:13  Man skelner mellem fire transportmedier::51 
- strømmende ferskvand i vandløb, hvor vandet drives ned mod havet af tyngdekraften,
- havvand, som drives af havstrømme, tidevandskræfter eller af vind,
- vind, som drives af forskelle i atmosfærens lufttryk,
- gletsjeris, som kan opfattes som frosne vandløb, der igen drives mod havet af tyngdekraften.

##### Ferskvand
Vand som strømmer hen over et underlag, fx bunden af en bæk, vil påvirke dette underlag med en forskydningsspænding, som bl.a. afhænger af vanddybden og underlagets hældning. Når vandet i bækken bevæger sig hen over løst sediment, vil det kunne rive sedimentkornene med sig. Jo hurtigere vandet strømmer, jo større korn rives med. Hvis strømhastigheden aftager, vil de store korn synke til bunds, mens de små korn fortsætter med at blive transporteret. Således skilles de forskellige kornstørrelser ad, hvorved sedimentet bliver sorteret. Hjulströms diagram, se figur, viser i hvilken tilstand et korn med en bestemt størrelse vil befinde sig, når vandet strømmer med en bestemt hastighed.:51 
De fleste ferskvandsaflejringer dannes ud fra det sediment, som floder på deres vej mod havet fører med sig. Nær sit udspring højt oppe i terrænet vil en flod normalt løbe i en ret stejl kanal eller flodseng, så at strømhastigheden er stor, og dermed den maksimale kornstørrelse af sediment, floden kan transportere. Her vil flodens aflejringer være grovkornede, fx sand eller grus med sten. På sin vej mod havet vil flodens strømhastighed aftage, i takt med flodsengen bliver fladere og fladere, og flodaflejringerne bliver tilsvarende mere og mere finkornede, efterhånden domineret af fint sand og silt. :54 
De sandpartikler, som det strømmende flodvand fører hen over flodsengen, vil som oftest samle sig i strømribber, orienteret nogenlunde vinkelret på strømretningen. Ribberne er opbygget af skrå lag, såkaldt krydslejring, som hælder i vandet strømretning. Sådanne sedimentstrukturer kan derfor i gennemskåret stand bruges til at afgøre, i hvilken retning floden er strømmet, se illustration.:53 
Ved en flods udløb i havet falder strømhastigheden markant, så at aflejringen af sediment øges. Sedimentet danner her gerne et delta, hvis udformning styres af, om kysten det pågældende sted er domineret af tidevand, som det fx ses ved Ganges' udmunding i det indiske ocean, eller af bølger, som det fx ses ved Rhônes og Nilens udmunding i Middelhavet. Hvis havet hverken er præget af tidevand eller bølger, kan deltaet bygges langt ud i havet og få form som en fuglefod, som det fx ses ved Mississippis udmunding i den mexikanske golf. Themsens og Elbens udmunding i Nordsøen foregår på steder med så kraftigt tidevand, at der her ikke dannes et delta, men i stedet et estuarie.:61-64 

##### Havvand
Havet får størstedelen af sin tilførsel af sediment fra floderne, men tilføres også sediment ved erosion af kystklinter og i form af vindbåret støv fra støvstorme i ørkener. Ude til havs flyttes det meste sediment med tidevandsstrømme og havstrømme, men langs med kysterne er det især bølgeaktivitet, der transporterer, men også sorterer sedimentet. Nordsøen gnaver sig til stadighed ind i klinterne på Jyllands vestkyst, ved fx Bovbjerg og Rubjerg Knude, og det eroderede materiale føres i brændingszonen langs med kysten væk fra klinterne. Hvert år passeres Grenen ved Skagen således af ca. 1 mio. m2 sand og grus, mens Blåvandshuk ved Esbjerg passeres af ca. 400.000 m2 materiale. :69-70 
Denne omfattende kystparallelle materialevandring fører til dannelse af en række forskellige kystlandskaber, fx: :74-78 
- klinter dannes hvor fremspringende landområder udsættes for bølgeenergi, idet bølgernes erosion af klintfoden får klinten til med jævne mellemrum at styrte sammen, hvorved der bliver materiale tilgængelig for kystparallel materialevandring,
- strande dannes på flade kyststrækninger præget af moderat bølgeenergi, med en netto tilførsel af sand eller grus, som danner strandvolde inde på stranden og revler ude i vandet; bl.a. pga. forskellen i kemisk forvitring indeholder tropiske strande næsten aldrig grus, mens arktiske strande ofte er meget grovkornede,
- krumodder dannes bag fremspring eller knæk på kysten, hvor materiale ført langs kysten vil kunne komme i læ og blive aflejret, fx Skagens Odde, som stadig vokser, eller Holmsland Klit, som i dag helt har afskåret Ringkøbing Fjord fra Nordsøen,
- barrierekyster dannes på meget flade kyststrækninger med stor tilførsel af materiale, hvor revlerne efterhånden kan vokse sig op over havniveau og derved afskære havområdet ind mod land og omdanne det til en lagune; ses fx langs Køge bugt, hvor en naturlig barrieredannelse, som fandt sted op gennem 1900-tallet i 1970-erne blev hjulpet kunstigt på vej ved anlæggelsen af det rekreative område Køge Bugt Strandpark.

En flods strømhastighed er normalt for høj til, at de finkornede sedimentpartikler, ler og til dels silt, kan aflejres, selv ikke i flodens nedre løb og i deltaet, og en stor del af dette sediment føres derfor helt ud i havet. Langs kysten vil bølger forhindre aflejring af finstoffet, men før eller siden vil havstrømme eller tidevandsstrømme føre sedimentet væk fra kysten og ned på større vanddybde, hvor vandet er roligere. Her vil finstoffet kunne synke ned på havbunden, idet faldhastigheden følger Stokes’ lov.:53,65 

##### Vind
Vind er luft som strømmer, og når vinden transporterer sediment sker det grundlæggende på samme måde som når vand strømmer hen over et underlag og påvirker dette med en forskydningsspænding. Vinds forskydningsspænding er dog meget mindre end vands, fordi densitet og viskositet for luft er meget mindre end for vand, hhv. ca. 800 og 60 gange. For at vinden skal kunne transportere og aflejre sediment må jordoverfladen være vegetationsløs og bestå af løst sediment. Vindaflejret sediment findes derfor overvejende i ørkener og langs kyster. Når vindhastigheden hen over det tørre sand på fx en strand når en vis størrelse, kaldet vindtærsklen, vil vinden kunne sætte sandkornene i bevægelse. Korn mindre end ca. 0,1 mm transporteres som svæv, som kan hænge i luften i lang tid. Korn større end ca. 0,4 mm kan vinden ikke løfte fri af overfladen, men den kan trille dem hen over stranden. Korn med størrelser herimellem transporteres ved, at de hopper fra sted til sted, og ved deres nedslag enten selv hopper videre eller overfører deres bevægelsesenergi og slår andre korn op i et hop, i stil med kuglerne på et billardbord. Partikler i svæv transporteres meget hurtigere end partikler der hopper, som igen transporteres hurtigere end partikler der triller. Dette medfører, at vindtransporteret sediment gennemgår en meget effektiv sortering, som gør, at det sand som fx klitter består af har næsten samme kornstørrelse. :83-84 
Når vinden blæser hen over en tør overflade, fjernes alle fine partikler og kun grus og sten bliver liggende tilbage, på det der nu er omdannet til en afblæsningsflade. Sandkornene hopper afsted i vinden, men en opragende forhindring, fx en sten, vil kunne bremse sandkornenes hop ved at danne læ, så at løst sand vil kunne samle sig og begynde dannelsen af en klit. Når klitten når en vis størrelse, vil den selv kunne danne tilstrækkeligt læ til at mere sand samler sig, og klitten begynder at vokse. Når klitter når en vis størrelse, vil de begynde at vandre, som det fx ses med Råbjerg Mile. Klitter er ofte halvmåneformede: i ørkener vil klittens sider vandre hurtigere end midten, og der udvikles en barkhan, eller halvmåneklit. Langs kyster med fugtigt klima, som fx den jyske vestkyst, vil vindbrud kunne rive vegetationen op og danne klitter, hvor midten bevæger sig hurtigere end siderne, såkaldte parabelklitter.:84-86 
Netop vindbrud med deraf følgende sandflugt har tidligere i Danmark været et stort problem, både langs den jyske vestkyst og langs Sjællands nordkyst. Sandflugten var især slem under den lille istid, fra engang i 1500-tallet og til begyndelsen af 1800-tallet. Allerede i 1539 udstedte Christian 3. forbud mod, at man brugte hjelme og marehalm fra klitterne til husdyrfoder og tagdækning, og forbuddet blev gentaget og udvidet i Christian 5.'s Danske lov fra 1683.:87 
Hvor klitter består af det sand vinden fører med sig, bliver den finere silt og ler ført længere bort, hvor den vil falde ned og danne lag af løss på jordoverfladen. Løss forekommer almindeligt i Mellemeuropa, i Kina og det amerikanske Midtvesten, hvor det pga sin store frugtbarhed danner grundlag for en omfattende landbrugsproduktion.:88 

##### Is
I Nordeuropa forekommer usorterede moræneaflejringer hyppigt, foruden i bjergrige egne længere sydpå, men geologerne blev først gradvist i løbet af 1800-tallet klar over, hvordan disse lag var dannet, lag som man har fundet i alle tempererede egne af Jorden. Tidligere havde man forestillinger om, at denne regelløse blanding af alle kornstørrelser måtte være dannet under en voldsom oversvømmelse, i stil med og formentlig inspireret af den bibelske syndflod. Men studier af schweiziske gletsjere fik omkring 1800 meteorologen Horace-Bénédict de Saussure til at konkludere, at gletsjerne tidligere havde haft større udbredelse. Denne påstand blev i 1840-erne dokumenteret af en anden schweizer, botanikeren og geologen Louis Agassiz, og derefter begyndte geologer verden over at kigge på disse regelløse aflejringer, i Danmark kendt som Rullestensformationen, med nye øjne.:89 
I kolde egne med kraftigt snefald vil en del af vinterens sne kunne blive liggende sommeren over, fx på nordvendte skråninger, for så næste vinter at blive dækket med ny sne. Herved dannes et permanent snedække, og i takt med snelaget bliver tykkere, bliver sneen gradvist presset sammen og omdannet til is, idet massefylden stiger fra ca 0,06 g/cm3 for løs sne til 0,9 g/cm3 for is. Hvis et sådant lag is på skrånende underlag når en tykkelse på omkring 30 m, vil isen blive plastisk deformeret og begynde at flyde nedad, som en meget tyktflydende væske: en gletsjer er dannet. I dag er 11% af Jordens landoverflade til stadighed dækket af sne og is. For 20.000 år siden var det tilsvarende tal 30%. Igennem Kvartærtiden har klimaforandringer mange gange fået isens udbredelse til at veksle på lignende måde, idet varme mellemistider er blevet afløst af kolde istider. :89,91 
Når en gletsjer glider hen over et landskab, vil den erodere underlaget og føre sediment med sig, idet sedimentet efterhånden føres hørere og højere op i isen. En gletsjer kan transportere alle kornstørrelser, selv store blokke, og den kan transportere over lange afstande. Dammestenen er Danmarks største sten, og den er samlet op af en gletsjer i et svensk grundfjeldsområde og lagt ved Hesselager på Fyn. Specielt i området tæt ved isranden vil gletsjere kunne lægge materiale fra sig, i form af moræneaflejringer. En moræne vil et bestemt sted altid bestå af det materiale, som gletsjeren har samlet op på sin vej hen til dette sted. Danske moræner er derfor ofte lerede og kalkholdige, fordi den danske undergrund er rig på ler- og kalkbjergarter. I det øvrige Skandinavien, hvor grundfjeld og andre hårde bjergarter dominerer undergrunden, vil moræner ofte være sandede, grusede og stenede, men lerfattige.:93-95 
Når gletsjere smelter bort fra et område, efterlader de et landskab præget af glaciale landskabsformer, som enten er dannet af selve gletsjeren eller af de store mængder smeltevand, som til stadighed er løbet ud af denne. Hvis gletsjeren pga skift til koldere klima eller mere snefald rykker frem, vil den kunne skubbe jordlagene op foran sig, ligesom en bulldozer, og danne randmoræner. En mildning i klimaet eller mindre snefald vil omvendt kunne få gletsjeren til at smelte tilbage, og efterlade et landskab fx præget af bundmoræne, dødishuller, åse og kame-bakker, se figur.:100-105 
Gletsjere er således meget følsomme over for klimaændringer, idet deres størrelse netop styres af balancen mellem tilførsel af kulde, især i form af ny sne øverst på gletsjeren og tilførsel af varme, især i form af afsmeltning af gammel is nederst på gletsjeren. Bliver klimaet mildere, vil afsmeltningen af vand overhale tilførslen af sne, mens det omvendte er tilfældet, hvis klimaet bliver koldere.:91  Siden kuldeperioden Den Lille Istid er mange gletsjere blevet mindre, en tendens som i årtierne omkring år 2000 pga den globale opvarmning er blevet voldsomt forstærket, også hvad angår de kolossale isdækker i Antarktis og Grønland. I sommeren 2019 begyndte klimaaktivister i Island og Schweiz at afholde begravelsesceremonier for gletsjere, som var smeltet så meget tilbage, at de ikke længere bevægede sig.

#### Diagenese
I takt med at sediment gennem længere tid aflejres i et bestemt område, fx i et floddelta eller på havbunden ud for deltaet, vil der her opbygges en tykkere og tykkere lagserie. De nederste dele af lagserien bliver efterhånden begravet så dybt under havbunden, at både tryk og temperatur begynder at stige, og herved kan aflejringen blive påvirket af diagenese. Dette er en omdannelse, som udover tryk og temperatur især styres af aflejringens permeabilitet og porevandskemi, og diagenetiske processer kan enten være mekaniske eller kemiske. :110 
Når sedimentet begraves stadig dybere under overfladen, bevirker det øgede overlejringstryk, altså trykket fra de overliggende lag, at sedimentkornene udsættes for mekanisk sammenpresning, hvorved porevandet mellem sedimentkornene tvinges ud og herefter typisk vil søge opad, vel at mærke hvis aflejringen har en tilstrækkelig permeabilitet, så at væske kan strømme gennem den. Leraflejringer presses nemmere sammen end sandaflejringer, og i dybtliggende vekslende lag af sand og ler ses ofte, at lerlagene er stærkt sammenpressede, mens sandlag stadig fremstår med nogenlunde samme tykkelse som da de i sin tid blev aflejret. :110 
Det mobiliserede porevand indeholder ofte kalk eller kisel på opløst form, og hvis disse opløste ioner når frem til steder i aflejringerne, hvor de kemiske betingelser er gunstige, så kan de udfældes som cement i porerummene. Herved hærdnes sedimentet, hvorved en sandaflejring fx omdannes til en sandsten. I sandsten er calcit og kvarts de almindeligste cementdannende mineraler, men afhængig af porevandets ionsammensætning kan cementen også forekomme som fx siderit (FeCO3), gips (CaSO4), baryt (BaSO4) eller pyrit (FeS2).:111-112 
Da transport og aflejring er nært forbundne processer, kan man lære meget om en sedimentaflejrings aflejringsmiljø ved at studere aflejringen. Men i takt med, at diagenese omdanner en aflejring, bliver det sværere og sværere at udtale sig om aflejringsmiljø. Når aflejringen bliver begravet så dybt, at temperaturen når op over 200-300 °C, afløses diagenese af metamorfose, som indebærer meget mere radikale ændringer af aflejringen. Lermineraler vil fx omdannes til forskellige glimmermineraler og krystallerne vokser i størrelse, så de oprindelige sedimentstrukturer efterhånden udviskes. :116-117 

##### Flint
De fleste kalksten, i Danmark fx skrivekridt og bryozokalk, indeholder flintlag og -knolde, og denne flint er dannet som følge af diagenetiske processer i kalkstenen. Det oprindelige kalksediment består langt overvejende af skaldele af calciumkarbonat, men er ofte iblandet skaldele fra organismer, der danner skaller af kisel, fx diatomeer, radiolarer og kiselsvampe. Porevandet i kalksediment er ofte ganske basisk, hvilket efterhånden fører til opløsning af kiselskallerne, som så findes som opløste ioner. Hvis der lokalt i kalksedimentet findes områder med surt porevand, fx omkring rådnende rester af større dyr, kan den opløste kisel her udfældes som flintlegemer.:112 

##### Hydrokarboner
Når organisk sediment, fx tørv eller gytje, aflejres under iltfri forhold, vil det organiske materiale kunne undgå nedbrydning og i stedet blive bevaret. Når sådanne organiske lag begraves tilstrækkeligt dybt og varmes tilstrækkeligt op, udsættes de for diagenetiske forandringer, der kan omdanne dem til de økonomisk vigtige råstoffer kul, råolie og naturgas. Under denne indkulning vil det organiske materiale gradvist blive beriget på kulstof, på bekostning af ilt og brint, der frigives til porevandet, typisk i form af vand, kuldioxid og metan, som indgår i komplekse organiske forbindelser, der vil søge opad, da de er lettere, har mindre densitet, end det omgivende sediment. Møder disse forbindelser på deres vej op mod havbunden impermeable lag, fx af fedt ler, vil de kunne samle sig i olie- eller gasfelter. :114-115 

## Tidsrum
Hvis man forestiller sig, at Jordens historie svarer til afstanden mellem næsetippen og enden af en strakt arm, vil et enkelt strøg med en neglefil på langfingerneglen fjerne hele menneskehedens historie.
Hvor længe er lang tid? Eksempler med sekunder:

1 tusind sekunder svarer til 16 minutter og 40 sekunder

1 million sekunder svarer til 11 dage og 14 timer

1 milliard sekunder svarer til 31 år og 9 måneder
Det er meget forskelligt, hvor hurtigt geologiske processer forløber. Jordskælv varer fra sekunder til minutter. Når floder i bjergene ved tøbrud går over deres bredder og fører store mængder mudder, sand og sten med sig ned i dalene, varer det timer eller dage. Når revler langs sandstrande flyttes udad eller indad, varer det dage eller uger. Disse processer forløber så hurtigt, at vi mennesker umiddelbart kan erkende dem som processer, som at jorden under os forandres.:25 
Men de fleste geologiske processer foregår kun ganske langsomt. Umiddelbart betragtet ser fx kystlinjer, floder eller bjerge ikke ud til at forandre sig det fjerneste, men betragtet over længere tidsrum, fx hundredetusinder eller millioner af år, sker der store forandringer. Den pladetektoniske havbundsspredning langs den midtatlantiske ryg medfører, at Sydamerika fjerner sig fra Afrika med ca. 3 cm om året, mens stillehavspladen føres ned under den asiatiske plade med ca. 10 cm om året. Når man i bjerge 3 km over havet kan finde fossiler af 15 mio år gamle havlevende organismer, må bjergene have hævet sig ca. 0,2 mm om året. For 40.000 år siden var Skandinavien tynget ned af vægten af sidste istids iskappe. Når man i dag i området kan finde gamle kystaflejringer op til 500 m over havniveau, må det betyde, at Skandinavien lige siden har hævet sig op til omkring 1 cm om året. Erosion kan kvantificeres ud fra opmåling og sammentælling af nedbrudsprodukter fra mekanisk og kemisk forvitring, og for det nordamerikanske kontinent har det givet en erosionsrate på 0,03 mm pr år. Det tager således i størrelsesordenen nogle hundrede millioner år at anlægge et ocean, ca 20 mio år at løfte et bjerg i vejret og ca 100 mio år at bryde det ned igen til havniveau.:27-28 

### Geologisk tid
I 1650 fremlagde den irske ærkebiskop James Ussher resultatet af sine undersøgelser af Jordens alder, baseret på Det gamle Testamente, hvorefter Jorden skabtes (af Gud) i år 4.004 f.Kr. (nærmere bestemt den 23. oktober kl 12). Men kendskabet til hårde bjergarter med hvad tilsyneladende var indlejrede dyrerester, eller fossiler, fx muslingeskaller, gav allerede i Renæssancen de lærde en fornemmelse af, at Jorden var skabt meget tidligere. Der skulle dog to vigtige videnskabelige opdagelser til, før vejen var banet for, at Jordens alder kunne øges betragteligt, i forhold til biskop Usshers alder: Dels da Niels Stensen i sin afhandling fra 1669 om fossilholdige bjergarter i Toscana påviste, at den hårde bjergart som omgav fossilerne, oprindeligt måtte have været blød og uhærdnet, og at alle bjergarter derfor ikke som beskrevet i Biblen blev dannet på én gang, men ved en række forskellige processer gennem et tidsrum. Dels da James Hutton i 1785 på baggrund af undersøgelser af erosions- og aflejringshastigheder i datidens skotske landskaber sandsynliggjorde, at alle geologiske lag var dannet, ikke ved voldsomme pludselige begivenheder som den bibelske Syndflod, men ved rolige og langsomme, og dermed tidkrævende processer. Hermed var der åbnet op for, at Jordens alder kunne være betydeligt ældre end som angivet i Biblen.
Der var nu også åbnet op for, at man kunne opfatte de forskellige geologiske lags dannelsestidspunkter som punkter på en tidslinje, på to måder: 
- relativ alder: et lags dannelsestidspunkt set i forhold til et andet lags
- absolut alder: et lags dannelsestidspunkt målt i år før nu.

### Relativ datering
Stensens og Huttons opdagelser kan sammenstilles i disse grundlæggende regler:
1. Aktualitetsprincippet siger, at de nutidige geologiske processer er foregået på nogenlunde samme måde og med nogenlunde samme hastighed gennem den geologiske historie.
2. Overlejringsloven siger, at i en lagserie af vandrette og uforstyrrede lag vil et overliggende lag være yngre end et underliggende, for et lag vil aflejres på sit underlag og ikke under det; i en lagserie vil derfor de øverste lag være yngst og de nederste lag ældst.
3. Reglen om oprindelig vandrethed siger, at sedimenter aflejres i vandrette lag, for kun på et nogenlunde vandret underlag vil sediment kunne falde til ro og danne et lag.
4. Reglen om oprindelig udbredelse siger, at et sedimentlag oprindeligt er udbredt til alle sider, indtil det gradvist tynder ud eller erstattes med et lag med anden sammensætning; når vi i dag i en udgravning eller klint kan se sidelæns ind på et lag, så har dette lag oprindeligt haft større udbredelse.:29-30 
5. Reglen om skæring siger, at en forkastning eller gang er yngre end den bjergart den gennemskærer; skærer en forkastning eller gang en bestemt lagserie, men ikke en overliggende lagserie, er forkastningen (gangen) yngre end den nedre lagserie, men ældre end den overliggende. Samme regel gælder også, når en intrusion skærer sig gennem en sedimentlagserie.
6. Reglen om inklusioner siger, at hvis en plutonsk eller sedimentær bjergart indeholder fragmenter (inklusioner) af en anden bjergart (fx stykker af en vulkans pibe revet med af opstrømmende lava, eller stumper af det kalkunderlag, hen over hvilket en gletsjer er gledet) så må disse inklusioner være ældre end bjergarten, og bjergarten yngre end inklusionerne. 
Op gennem 1800-tallet udgjorde disse regler en vigtig del af grundlaget for en omfattende, frugtbar og efterhånden verdensomspændende kortlægning og relativ datering af geologiske lag. Man begyndte at opstille den geologiske tidsskala, med inddeling i æon, æra, periode og epoke, se figur nedenfor. Studiet af lagenes indhold af fossile dyr og planter, palæontologien, blev et vigtigt hjælpeværktøj i opstilling af denne tidsskala, hjulpet godt på vej af det store fokus på evolution og naturlig udvælgelse, som Darwins Arternes Oprindelse afstedkom ved sin udgivelse i 1859.:39 

### Absolut datering
Tallene i tidsskalaen ovenfor er mio år før nu, og Jordens alder er således godt fire en halv mia år, dvs op mod 800.000 gange ældre end biskop Usshers alder, som ikke blev bestridt før end et godt stykke ind i 1800-tallet. Op gennem 1800-tallet forsøgte fysikere at bestemme Jordens (og Solens) alder, bl.a. ved at regne på den varme, som tyngdekraftens sammentrækning af Solens enorme masse frembragte, hvilket gav en alder på 20-40 mio. år. Ikke længe efter opdagelsen i 1890-erne af radioaktivitet fik man et dateringsredskab, måling af radioaktivt henfald i mineraler, hvilket frem mod midten af 1900-tallet gav Jorden en alder tæt på den nugældende.:41-42  Radiometrisk datering er stadig en meget brugt metode til fastsættelse af absolutte aldre for bjergarter. Skemaet viser data for en række almindeligt brugte radioaktive isotoper.
| Isotop      | Halveringstid | Dateringsinterval | Egnet materiale                                    |
| ----------- | ------------- | ----------------- | -------------------------------------------------- |
| Kulstof-14  | 5,73 ka       | < 50 ka           | ved, tørv, knogle, skaller, grundvand, havvand, is |
| Thorium-230 | 75 ka         | <200 ka           | organisk kulstof                                   |
| Uran-234    | 250 ka        | 50-100 ka         | koraller                                           |
| Kalium-40   | 1,3 Ga        | >100 ka           | muskovit, biotit, hornblende, vulkanske bjergarter |
| Uran-238    | 4,5 Ga        | >10 Ma            | zirkon                                             |
| Rubidium-87 | 47 Ga         | >10 Ma            | muskovit, biotit, feldspat, grundfjeldsbjergarter  |

### Historisk geologi
Inden for disciplinen historisk geologi bruges de forskellige geologiske principper og værktøjer til at genfortælle og forstå Jordens historie. Med fokus på de geologiske processer, som forandrer Jordens overflade og indre, og ved brug af stratigrafiske, strukturgeologiske og palæontologiske undersøgelser har man kunnet rekonstruere store dele af den lange række af meget forskellige geologiske hændelser, foruden udviklingen af dyre- og planteliv, som har givet jordkloden sit nuværende udseende. Her er listet et udvalg af vigtige begivenheder i Jordens 4,53 mia. år lange historie:
- 4,6 mia. år (Hadal) Jorden dannes, med glohed overflade, men stadig uden atmosfære, så meteorer og kometer slår ned i stort tal (Det store Bombardement).
- 3,8 mia. år (Eoarkæikum) Temperaturen ved jordoverfladen falder, og oceanerne begynder at dannes; forløberen for DNA-molekylet optræder første gang.
- 3,5 mia. år (Palæoarkæikum) Encellede bakterier dukker op. Nogle bakterier begynder at udskille ilt i atmosfæren.
- 1,1 mia. år (Stenium) Kønnet formering optræder første gang.[50]
- 750 mio. år (Neoproterozoikum) Det tidligst kendte superkontinentet Rodinia begynder at bryde op[51] Ca. 200 mio. år senere samler kontinenterne sig igen i superkontinentet Pannotia.[52][53] De første istider indfinder sig - og Varanger-istiden fører til en helt tilfrosset jord.[54]
- 555 mio. år (Ediacarium) Flercellede organismer bliver almindelige i havene, hvoraf nogle med meget bizart udseende.
- 500 mio. år (Kambrium) Havene domineres af små og store hvirvelløse dyr, som trilobiter, søliljer, armfødder og blæksprutter. De første hvirveldyr opstår, og udvikler sig til fisk.
- 450 mio. år (Ordovicium) De første dyr på land er primitive leddyr, som udvikler sig til skorpioner, edderkopper, mider og tusindben.
- 420 mio. år (Silur) Landplanter breder sig gradvist, og ændrer hermed jordoverfladens landskaber, hvor nye levesteder opstår.
- 360 mio. år (Devon) Firbenede fisk indtager landjorden, som dækkes med frøplanter og store skove. Verdenshavene danner grobund for store revdannelser.
- 252 mio. år (Perm-Trias-udslettelsen) Mere end 96% af livet i havet og 70% af livet på landjorden[55] forsvinder i den største massudryddelse nogensinde; ammoniter er blandt de overlevende.[56]
- 250 mio. år (Trias) Superkontinentet Pangæa dannes. Nåleskove, krybdyr og synapsider (forløbere for pattedyr) er almindelige.
- 225 mio. år (Trias) De første dinosaurer og pattedyr dukker op; superkontinentet Pangæa er i opbrud.
- 130 mio. år (Kridt) Mens den nuværende fordeling af kontinenter og oceaner efterhånden begynder at tage form, dukker de første blomsterplanter frem; dinosaurer hersker på landjorden, mens mange nye arter af benfisk dukker op.
- 65 mio. år (Kridt-Palæogen-grænsen) En stor asteroide slår ned på Yucatan-halvøen, og ammoniter og dinosaurer uddør, mens fugle og pattedyr overlever katastrofen.
- 4 mio. år (Pliocæn) I Afrika opstår de først menneskelignende væsner. De første moderne istider udrydder mange store pattedyr.
- 130.000 år (Saale-istiden) Det moderne menneske, Homo sapiens, optræder første gang. De ældste hulemalerier, tegn på menneskelig bevidsthed, er 60.000 år gamle.

## Geologiens historie
I Oldtidens Grækenland fremkom flere filosoffer med teorier om Jordens oprindelse. Aristoteles beskrev de geologiske forandringers langsomhed. Hans efterfølger ved Lyceum, filosoffen Theofrastos, blev berømt for sit arbejde Peri lithon ("Om sten"), som forblev den klassiske lærebog helt til Oplysningstiden. Han beskrev her mange mineraler, malme og forskellige slags marmor og kalksten, og han forsøgte at gruppere mineraler ud fra hårdhed. I romertiden lavede Plinius den ældre en oversigt over mange mineraler og metaller og beskrev rav som et fossil fra fyrretræer. Inden for krystallografi opdagede han, at diamanter har oktaedrisk krystalstruktur. Abu Rayhan Biruni (973-1048) lavede en beskrivelse af de geologiske forhold i Indien. I Kina fremsatte Shen Kuo (1031-1095) en hypotese om landdannelse eller geomorfologi: ud fra observationer af marine fossiler i Taihangbjergene, som ligger langt fra Stillehavet, foreslog han at landet var dannet ved landhæving, erosion og aflejring af silt fra floder. Hans fund af fossilt bambus i et tørt og ugæstfrit område i Shaanxi ledte ham på tanken om klimaændringer.[kilde mangler]
Gutta cavat lapidem, non vi, sed sæpe cadendo 
(Dråben huler stenen, ikke brat, men over lang tid)
Lægen Georgius Agricola (1494–1555) skrev den første afhandling om minedrift og metaludvinding, De re metallica libri XII i 1556, med tillægget Buch von den Lebewesen unter Tage. Han beskrev vindenergi, vandkraft, smelteovne, transport af malm, udvinding af natrium, svovl og aluminium. Danske Niels Stensen (1638–1686) opstillede omkring 1670 nogle grundlæggende stratigrafiske lovmæssigheder, bl.a. overlejringsloven, som siger at i en lagserie vil de øverste lag være aflejret sidst og de nederste være aflejret først.:29–30 
I 1600-tallets Europa var geologiske studier stærkt præget af kirken. Den norske præst Michel Pedersøn Escholt udgav i 1657 værket Geologia Norvegica om jordskælvs teoretiske og teologiske baggrund, foruden beskrivelser af bl.a. grotter, jordgasser og vulkaner. I 1696 udgav briten William Whiston A New Theory of the Earth,:118  hvor han redegjorde for, hvordan Syndfloden havde dannet jordens klipper og lagserier. Også tyskeren Abraham Werner beskæftigede sig med Syndfloden og foreslog at bjergarter, herunder også basalt og granit, var blevet udfældet fra havvand, i en teori kendt som neptunisme.

### 1700-tallet: neptunisme og plutonisme
I 1700-tallet tegnede Jean-Étienne Guettard og Nicolas Desmarest franske geologiske kort og lavede de første beskrivelser af vulkanske bjergarter i Frankrig. William Smith (1769–1839) tegnede nogle af de første geologiske kort over Storbritannien og kortlagde lagserier ved at studere deres fossiler. Ved siden af ham regnes James Hutton ofte som den første moderne geolog. I 1785 udgav han i Edinburgh Theory of the Earth. Han mente jorden måtte være ældre end tidligere antaget, fordi nedbrydning af bjerge og aflejring af sediment tager lang tid. Hutton gik især til angreb mod de geologer, som var fortalere for teorier for Jordens dannelse, som byggede på Bibelens beretning om Syndfloden. Han hævdede, at det var vulkanske processer, der skabte bergarterne.
I 1700-tallet fik man gennem minedrift en øget forståelse for stratigrafi. I 1741 begyndte man at undervise i geologi ved det franske naturhistoriske museum.:219  I 1749 udgav den franske naturhistoriker Georges-Louis Leclerc sin Histoire Naturelle, hvor han gik til angreb på de bibel-inspirerede dannelsesteorier fra bl.a. Whiston:88  Ud fra studier af kugler som afkøles konkluderede han, at Jordens alder ikke var omkring de 6.000 år som Bibelen siger, men snarere 75.000 år.:92 
Den geologiske videnskab var på denne tid præget af kampen mellem to konkurrerende teorier: neptunisterne, opkaldt efter den romerske havgud Neptun og anført af Abraham Gottlob Werner, forestillede sig at alle typer bjergarter, også fx basalt og granit, var dannet ved udfældning i havet; plutonisterne, som havde navn efter den græske gud for underverdenen Pluton og var anført af James Hutton, mente derimod, alle hårde og krystallinske bjergarter var dannet i jordens indre, ved høj temperatur. Plutonisterne skulle vise sig at gå af med sejren i den videnskabelige strid, men Werner indskrev sig alligevel i historien, bl.a. med bogen Von den äusserlichen Kennzeichen der Fossilien, hvor han præsenterede et klassifikationssystem til mineraler.

### 1800-tallet: stratigrafi og aktualitetsprincip
William Smith, Georges Cuvier og Alexander Broignart var alle foregangsmænd inden for stratigrafiske undersøgelser vha. fossiler. Efter udgivelsen af Cuvier og Broignarts bog Description Geologiques des Environs de Paris i 1811 øgedes interessen for denne nye disciplin. I 1833 introducerede Adam Sedgwick den geologiske periode Kambrium, på grundlag af studier af bjergarter i Wales. Roderick Murchison fortsatte kortlægningen af Wales og reviderede Sedgewicks inddeling med indførelsen af Silur-perioden. Samtidig fremlagde den skotske geolog Charles Lyell en inddeling af Tertiærtiden baseret på stratigrafiske studier i Skotland.:144 
I løbet af 1800-tallet blev aktualitetsprincippet bredt accepteret blandt geologerne, som afløsning for 1700-tallets katastrofeteorier, ikke mindst efter udgivelsen af Charles Lyells Principles of Geology i 1830, hvor han vha nye observationer fra England, Frankrig, Italien og Spanien videreudviklede Huttons ideer om gradualisme som grundprincip for dannelse af geologiske lag. Lyell var stærkt medvirkende til at indføre doktrinen om, at geologiske processer foregår på samme måde og med samme hastighed i dag som i fortiden,:145  og dette aktualitetsprincip blev snart almindeligt accepteret, også af Charles Darwin, som havde været med Sedgwick på ekskursioner i Wales og som læste Lyells bog med stor interesse. Da Darwin i 1859 fremsatte sin evolutionsteori i Arternes Oprindelse, henviste han i stor udstrækning til Lyell.
Fra gammel tid og et stykke ind i 1800-tallet havde geologerne haft et forklaringsproblem med de såkaldte erratiske blokke, løse blokke og marksten og strandsten af bjergarter, som kun fandtes faststående langt borte, se figur med rombeporfyr. En forklaring på hvordan de erratiske blokke blev flyttet fik man med fremkomsten af isteorien, forestillingen om at de store områder med erratiske blokke, især Nordeuropa og Nordamerika, tidligere havde været dækket af indlandsis og gletsjere. De meget hyppigt forekommende usorterede moræne-aflejringer i disse områder kunne nu forklares som afsat af gletsjere under en række istider i Kvartærperioden, en periode karakteriseret ved hyppige og voldsomme klimaforandringer.:89–90 

### 1900-tallet: geosynklinalteori og kontinentaldrift
Spørgsmålet om hvordan bjergkæder dannes havde længe optaget geologerne, men en gangbar teori fremkom ikke før end i sidste halvdel af 1800-tallet, da de amerikanske geologer James Hall og James Dwight Dana ud fra studier i Appalacherne fremlagde deres geosynklinalteori. I begyndelsen af 1900-tallet videreudviklede de tyske geologer Leopold Kober og Hans Stille teorien, hvorefter bjergkæder dannes fordi jordkloden pga. afkøling trækker sig lidt sammen, så at skorpen pga. sammenpresning begynder at få 'rynker', i form af store komplekse sedimentbassiner, eller gensynklinaler, som senere kan presses op og blive til bjergkæder.
I det hele taget blev 1900-tallet præget af en øget interesse for Jordens indre, i voksende erkendelse af, at mange af de processer, hvis resultater ses ved jordoverfladen, må have fundet sted op til titals km under overfladen. I 1910 påviste den kroatiske geolog Andrija Mohorovicic ud fra undersøgelser af jordskælvsbølgers udbredelseshastigheder, at jordens skorpe i omkring 35 km dybde, kendt som Moho-diskontinuiteten og vekslende fra op til 70 km under kontinenterne til ned til kun 5 km under oceanerne, blev afløst af en flydende kappe. Der skulle komme flere vigtige opdagelser inden for seismologi og måling af jordskælvsbølger, bl.a. da tyske Beno Gutenberg i 1913 kunne anslå dybden til Jordens kerne, og danske Inge Lehmann i 1936 påviste, at det fandtes både en indre og en ydre kerne.
Op gennem 1800-tallet blev man efterhånden klar over, at Jorden var ældre end som så, og i takt med at man udviklede og raffinerede den radiometriske datering af mineraler og bergarter, nåede Jordens alder i begyndelsen af 1900-tallet op omkring 2 milliarder år. Samtidig blev den geologiske tidsskala videreudviklet og stadigt mere nøjagtig.
Det større geologiske tidsperspektiv var formentlig en del af inspirationen bag de første teorier om kontinentaldrift, dels fremsat i 1908 af den amerikanske glacialgeolog Frank Bursley Taylor og tre år senere, og uafhængigt heraf og beskrevet noget mere detaljeret, af den tyske geograf Alfred Wegener. Kontinenterne udgjorde ifølge Wegener oprindeligt et sammenhængende landområde, et superkontinent som han kaldte Pangæa. Wegener mente at Pangæa på et tidspunkt sprækkede op i de nuværende kontinenter, som derefter drev afsted på Jordens kappe, som tømmerflåder på havet. Wegener og den britiske pioner inden for geokronologi Arthur Holmes blev begge bestyrket i deres tro på superkontinentets eksistens, idet de nu adskilte kontinenters kystkonturer, bjergartsfordeling og dyreliv passede påfaldende godt sammen på tværs af opsprækningerne, hvis man samlede kontinenterne igen, se figur. Men selv om denne teori også gav en forklaring på, hvordan bjergkæder dannes, blev den gennem et halvt århundrede mest betragtet med skepsis.
I 1929 opdagede den japanske geofysiker Motonori Matuyama, at Jordens magnetfelt skiftede retning på et tidspunkt midt i Kvartærtiden, så at den magnetiske nordpol og sydpol byttede plads. Under 2. Verdenskrig udviklede man magnetometre til at afsøge havområder for fjendtlige ubåde, og efter krigen bemærkede geofysikere, at data fra disse afsøgninger viste underlige og umiddelbart uforklarlige magnetiseringsmønstre, se figur.  I løbet af 1950-erne blev det efterhånden klart, at disse magnetiske anomalier var udtryk for en række af sådanne palæomagnetiske skift i Jordens magnetfelt, og at anomalierne i virkeligheden viste striber af nydannet oceanbund langs spredningszoner på havbunden. Hermed havde man påvist kontinentaldriften, det at kontinenter og oceaner bevæger sig i forhold til hinanden.

### Efterkrigstiden: pladetektonik og bassinanalyse
Under navnet pladetektonik skulle teorien om kontinentaldrift fra slutningen af 1960-erne give anledning til et af de vigtigste paradigmeskift i den geologiske videnskab. Det blev nu muligt at forklare vulkaners og bjergkæders placering, forekomsten af jordskælv, hvorfor oceanerne er dybest tæt på land og hvorfor skorpen under oceanerne er yngre, tyndere og tungere end under kontinenterne. Canadieren John Tuzo Wilson påviste, at når Hawaii-øerne ligger som på linje, skyldes det at Stillehavspladen bevæger sig hen over en hotspot, et område i kappen med opstigende magma og vulkanisme. Han var også med til at påvise, at den kaledoniske bjergkæde blev dannet, da Iapetushavet, en forløber for Atlanterhavet, blev lukket ved et sammenstød mellem kontinentalplader. Siden har man fundet mange tegn på, at kontinentalplader er drevet fra hinanden og stødt sammen et utal af gange gennem Jordens historie, og en sådan cyklus med spredning efterfulgt af kollision kaldes en wilson-cyklus.
Indvinding af hydrokarboner (olie og gas) blev efter 2. Verdenskrig helt afgørende for energiforsyningen i store dele af verden. Olie og gas findes typisk i forbindelse med strukturelle fælder i sedimentære bassiner, hvor der under gunstige forhold er aflejret organisk materiale. Den meget intense og omkostningstunge efterforskning efter kulbrinteforekomster, typisk med en kombination af seismiske undersøgelser og boringer, har givet en meget mere detaljeret forståelse af dannelsen og opbygningen af sådanne bassiner, fx i Nordsøen.

## Metoder
Vi [geologer] kan opdeles i tre slags:
- dem der samler sten og studerer dem,
- dem der prøver at eftergøre stenene i laboratoriet, og
- dem der grubler over sten.

I en sund og stærk videnskab bør man kombinere alle disse tre facetter: den iagttagende, den eksperimenterende og den teoretiske. Iagttagelse kun for iagttagelsens skyld er ufrugtbar, eksperimenter som besvarer spørgsmål ingen har stillet er irrelevante, og teori som ikke er testet mod fakta er ubrugelig.
Når den er bedst, er teorien på mange måder det som forbinder de andre to. En god teori kan således bruges til at tolke eller gentolke iagttagelser, så at man kan stille mere betydningsfulde spørgsmål til eksperimentet, og omvendt.
Geologer har en række forskellige faglige metoder og discipliner til rådighed i deres arbejde, se liste nedenfor. Meget ofte tager arbejdet udgangspunkt i et bestemt geografisk område, hvis geologiske forhold ønskes belyst. Her skelnes mellem:24-25 
- kortlægning: identifikation og optegning af områdets forskellige bjergarter, ud fra områdets petrografiske, geomorfologiske og strukturgeologiske karakteristika,
- tolkning: udredning af områdets geologiske dannelseshistorie, dvs. ud fra resultater af kortlægning at beskrive, i hvilken rækkefølge og gennem hvilke processer områdets sammensætning af bjergarter er dannet.

I en typisk geologisk undersøgelse samler geologer altså ude i felten data om bjergarternes petrografi (sammensætning), stratigrafi (lagdeling) og strukturgeologi (lagenes indbyrdes placering og deformationer), hvorefter man hjemme på kontoret sammenstiller alle disse data i en tolkningsmodel.
Andre geologer vælger, i forlængelse af Aktualitetsprincippet at undersøge, hvordan geologiske processer i vore dage finder sted, fx i floder, i havet og i gletsjere, mens endnu andre forsker i grænseområdet mellem ydre og indre processer

### Fagdiscipliner
Den geologiske videnskab kan opdeles i en lang række underdiscipliner, bl.a.
- Mineralogi – studiet af mineralers sammensætning, struktur, dannelse og forekomst[95]
- Petrologi – studiet af sammensætning, forekomst og dannelse af bjergarter, hvad enten sedimentære,[96][97] magmatiske eller metamorfe[98][99]
- Geomorfologi – studiet af landskabsformer og landskabsdannende processer på og ved jordens overflade[100]
- Strukturgeologi – studiet af bjergarters geometri, lagstilling og deformationer[101][102]
- Stratigrafi ─ studiet af lagdelte bjergarters fremtræden, indbyrdes placering og korrelation[103]
- Palæontologi – studiet af fortidens dyre- og planteformer, og livsformernes udvikling gennem geologisk tid[104]
- Kvartærgeologi og glaciologi – studiet af bjergarter og processer fra Kvartærperiodens istider og mellemistider[105]
- Hydrogeologi og geokemi – studiet af de hydrauliske og kemiske processer, der finder sted i vandet i jorden[106][107]
- Geofysik – studiet af jordkloden vha. fysiske målinger, af fx tyngdekraft, magnetfelt, radioaktivitet, udbredelse af akustiske (seismiske) eller (geo-)elektriske signaler[108]
- Vulkanologi – studiet af vulkanernes bjergarter og processer[109]
- Ingeniørgeologi – den praktiske anvendelse af geologisk viden i forbindelse med bygge- og anlægsopgaver[110][111]
- Malmgeologi, oliegeologi og økonomisk geologi – den praktiske anvendelse af geologisk viden i forbindelse med indvinding af råstoffer[112][113]

### På dansk
- Axel Garboe (1959): Geologiens Historie i Danmark, Bind I: Fra myte til videnskab. Fra de ældste tider til 1835 (med Norge til 1814). Reitzels Forlag, 283 sider
- Axel Garboe (1961): Geologiens Historie i Danmark. Bind II: Forskere og Resultater. Reitzels Forlag, 522 sider
- Arne Noe-Nygaard (1955): Geologi - Processer og Materialer, Gyldendal, 399 sider.
- H. Wienberg Rasmussen, Henning Sørensen, Asger Berthelsen og Jørgen Espersen (1968): Geologi, Gjellerup, 189 sider.
- T.C.R. Pulvertaft (1975): Strukturer. Tidsskriftet Varv, 74 sider (kompendium i strukturgeologi)
- Jens Morten Hansen (1984): Geologi for enhver. Danmarks Undergrund og Råstofferne. Danmarks Geologiske Undersøgelse, 88 sider, ISBN 87-88640-02-7
- O.B. Nielsen (red.) (1995): Danmarks geologi fra Kridt til i dag, Aarhus Geokompendier nr. 1, 290 sider, ISSN 1396-1578.
- Jens Galsgaard (1998): Indføring i Sedimentgeologi, Dansk geoteknisk Forening, Bulletin 12, 154 sider, ISBN 87-89833-06-6.
- Ib Marcussen & Troels V. Østergaard (2003): Danmarks geologiske seværdigheder, 252 sider, Politikens Forlag, ISBN 87-567-6542-8
- Niels Henriksen (2005): Grønlands geologiske udvikling, GEUS, 270 sider, ISBN 87-7871-163-0.
- Bill Bryson (2005): En kort historie om næsten alt. Gyldendal, 3. udgave 2015, 660 sider, ISBN 978-87-02-17797-8.
- Gunnar Larsen (red., 2006): Naturen i Danmark: Geologien, Gyldendal, 549 sider, ISBN 87-02-03027-6 (2. udgave 2012, 552 sider, ISBN 978-87-02-13301-1).

### På engelsk
- Adams Dawson (1938): The Birth and Development of the Geological Sciences. Baltimore: The Williams & Wilkins Company
- W.A. Deer, R.A. Howie og J. Zussman (1966): An Introduction to the Rock Forming Minerals, Longman, 528 sider, ISBN 0-582-44210-9.
- Frank Press og Raymond Siever (1974): Earth, W.H. Freeman & Co, 649 sider, ISBN 0-7167-0289-4.
- Reineck, H.-E. og Singh, I.B. (1980): Depositional Sedimentary Environments, Springer-Verlag, 549 sider, ISBN 978-3-540-10189-5.
- Myron G. Best (1982): Igneous and Metamorphic Petrology, W.H. Freeman & Co, 630 sider, ISBN 0-7167-1335-7.
- Glen, William (1982), The Road to Jaramillo: Critical Years of the Revolution in Earth Science, Stanford University Press, ISBN 0-8047-1119-4
- Şengör, Celâl (1982), "Classical theories of orogenesis",  i Miyashiro, Akiho; Aki, Keiiti (red.), Orogeny, Celâl Şengör, John Wiley & Sons, ISBN 0-471-10376-4
- Summerfield, Michael A. (1991): Global Geomorphology, Longman Scientific & Technical, 537 sider, ISBN 0-582-30156-4.
- Jardine, N.; Secord, F. A.; Spary, E. C. (1996): Cultures of Natural History. Cambridge: Cambridge University Press. ISBN 978-0-521-55894-5.
- Gabriel Gohau (1990): A History of Geology. New Brunswick: Rutgers University Press, ISBN 081351665X.
- Stephen Marshak (2008): Earth - Portrait of a Planet. W.W. Norton & Co., ISBN 978-0-393-93036-8.

### På norsk (bokmål)
- Ramberg, Ivar B., red. (2007), Landet blir til – Norges geologi, et al., Norges Geologiske Forening, ISBN 9788292344316.

## Film
- Geologi - er det egentlig videnskab? (1980), instrueret af geologen og maleren Per Kirkeby.